# Jane Addams
Jane Addams (n. 6 septembrie 1860 - d. 21 mai 1935) a fost o reformatoare socială, scriitoare și feministă americană, de al cărei nume este legat crearea serviciului de asistență socială în SUA. De asemenea, a militat pentru dreptul la vot al femeii.
În 1931 a primit Premiul Nobel pentru Pace, fiind prima femeie americană laureată a prestigiosului premiu.
Publicația Time a considerat-o una dintre cele mai influente femei ale secolului al XX-lea.